# Philornis porteri
Philornis porteri är en tvåvingeart som beskrevs av Carroll William Dodge 1955. Philornis porteri ingår i släktet Philornis och familjen husflugor.
Artens utbredningsområde är Florida. Inga underarter finns listade i Catalogue of Life.